# Vlag van Brandenburg

Vlag van Brandenburg

De vlag van Brandenburg bestaat uit twee horizontale banen in de kleuren wit (onder) en rood. In het midden van de vlag staat het wapen van de deelstaat: een rode adelaar op een witte achtergrond. Dit wapen is al sinds 1157 in gebruik, maar heeft sindsdien wel aanpassingen ondergaan. De vlag is op 30 januari 1991 officieel aangenomen.